# Salm (Allemagne)
Pour les articles homonymes, voir Salm.
Salm est une municipalité de la Verbandsgemeinde Gerolstein, dans l'arrondissement de Vulkaneifel, en Rhénanie-Palatinat, dans l'ouest de l'Allemagne.